# 镜子薹草
镜子薹草（学名：Carex phacota），又名镜子薹、七星斑囊果薹，是莎草科薹草属的植物。分布于台湾岛、日本、马来西亚、斯里兰卡、印度尼西亚、尼泊尔、印度以及中国大陆的山东、福建、江苏、四川、贵州、安徽、广东、江西、浙江、海南、广西、云南、湖南等地，生长于海拔470米至1,500米的地区，常生长在水边、沟边草丛中及路旁潮湿处，目前尚未由人工引种栽培。